# 鹰爪柴
鹰爪柴（学名：Convolvulus gortschakovii）是旋花科旋花属的植物。分布于俄罗斯、蒙古以及中国大陆的陕西、宁夏、新疆、甘肃、内蒙古等地，生长于海拔470米至2,000米的地区，常生长在沙漠或干燥多砾石的山坡，目前尚未由人工引种栽培。

## 别名
铁猫刺（陕西） 鹰爪（内蒙古）